# عبد الله بن محمد بن حمد آل معمر
الأمير عبد الله ابن الأمير محمد ابن الأمير حمد آل معمر (عبد الله الثاني) هو الأمير الرابع عشر لإمارة العيينة، وقد تولى الحكم في سنة 1096 للهجرة وأصبح أقوى أمراء نجد في زمانه وبلغت العيينة في وقته أوجها فاهتم بالنشاط الاقتصادي والعمراني والديني ولقب بالشيخ الحنيفي.
ابتدأ عهده بالهجوم على حريملاء بعد توليه الحكم بمعاونة الأمير محمد بن مقرن المريدي أمير إمارة الدرعية، وفي سنة 1097 للهجرة استولى على العمارية وضمها لملكه، وفي نفس السنة هاجم آل عساف في عرقة، وفي سنة 1098 للهجرة هاجم قبيلة سبيع بعد صلحهم منذ 1009 للهجرة، وفي نفس السنة هاجم حريملاء للمرة الثانية، ثم هاجم إمارة الدرعية لخلافهم حول ضم العمارية، فتحالفت إمارات الدرعية بقيادة الأمير محمد مع حريملاء ومع الخرج بقيادة زامل بن عثمان العائذي فهاجموا بلدة سدوس وهي مزارع لآل معمر فخربوها، وفي السنة التي تلتها صالح أهل حريملاء، وفي عام 1113 للهجرة هاجم آل عساف بالقرب من سدوس، وفي عام 1116 للهجرة هاجم بلدة ثادق إلا أن بوادي قبيلة عنزة علمت بذلك فحاصرته وأخذت بعض إبله، وفي عام 1121 للهجرة هاجم ومعه أهل العارض وسبيع، حريملاء ثم غادرها.
كما قام في سنة 1126 للهجرة بمحالفة سعدون بن محمد بن غرير آل حميد أمير الأحساء وهاجم بلدة اليمامة في الخرج، وحاصروها ودخلوها وأجبروا أميرها البجادي على المصالحة، وفي سنة 1128 للهجرة هاجم حريملاء للمرة الرابعة، ثم هاجمهم بعدها في 1130 للهجرة، ثم رد أهل حريملاء الهجوم في 1132 للهجرة، ثم صالحهم في سنة 1134 للهجرة، وفي السنة التي تلتها صالح أهل العارض وهي بلدان الدرعية والعمارية والخرج والقرينة، وفي سنة 1136 للهجرة قاد جيشه واستولى على عرقة، وسار حتى وصل إلى الأحساء فاستولى على مزارعها وبقي بها فترة، وفي السنة التي تلتها استولى على العمارية ووقعت بينه وبين بادية آل كثير موقعة انهزم فيها، ثم حاصروا ابنه في العمارية والذي استطاع الخروج منها بصعوبة، كما لجأ إليه في هذه الفترة أمير الدرعية موسى بن ربيعة بن وطبان المريدي بعد نفيه من الدرعية.
توفي الأمير عبد الله في سنة 1138 للهجرة في وباء أصاب بلدان نجد.